# US Montagnarde
Die Union Sportive Montagnarde de Lochrist (kurz US Montagnarde) ist ein französischer Fußballverein aus Inzinzac-Lochrist im bretonischen Département Morbihan; „La Montagnarde“ ist ein etwas höher gelegenes Quartier in Lochrist. Der Amateurverein hat seit den 1980er Jahren mehrfach die Hauptrunde des Landeswettbewerbs um die Coupe de France erreicht und ist dabei zweimal sogar bis ins Achtelfinale vorgestoßen. Er gilt deswegen als einer der erfolgreichsten „Däumlinge“ – als petits poucets werden in Frankreichs Fußballpokal besonders gut abschneidende, unterklassige Klubs bezeichnet – des Landes.
Die Vereinsfarben sind Blau und Rot. Als Vereinspräsident fungiert derzeit Kevin Le Gal, Trainer der ersten Mannschaft ist Romuald Le Maguer. Die Ligaelf bestreitet ihre Heimspiele seit 1948 im städtischen Stade de Mané-Braz, das heute über eine Kapazität von 3.500 Plätzen verfügt. (Stand: Januar 2018)

## Geschichte und Ligazugehörigkeit
Gegründet wurde die USM 1937 von Arbeitern, die der Sozialistischen Partei und der Gewerkschaftsbewegung verbunden waren. Bis in die 1960er Jahre hinein arbeiteten die meisten Spieler im örtlichen, 1968 stillgelegten metallverarbeitenden Großbetrieb (Forges d’Hennebont). Spieler und Mannschaften der USM werden bis in die Gegenwart weiterhin als „die Schmiede“ (les Forgerons) bezeichnet. Noch im 21. Jahrhundert legen ältere Vereinsmitglieder wie der Klubchronist Albert Giovannelli Wert auf die Feststellung, der Verein sei ein Verein der Metallarbeiter, aber nie einer des Unternehmens gewesen – und er habe auch nie irgendeine Form der Unterstützung von diesem erhalten, weder finanzieller Art noch irgendwelche Befreiungen vom Drei-Schichten-Betrieb, etwa anlässlich wichtiger Spiele. Mit Gilbert Le Chenadec ist in den 1950ern sogar ein späterer französischer A-Nationalspieler aus dem Verein hervorgegangen, der nach Beendigung seiner Karriere als Trainer nach Inzinzac-Lochrist zurückkehrte.
Die Elf aus der 6.000-Seelen-Gemeinde spielte seit 1979 in der dritten Liga und verpasste 1986 den Aufstieg in die Division 2 nur um zwei Punkte. In den vergangenen anderthalb Jahrzehnten pendelt sie aber nur noch zwischen vierter und sechster Spielklasse. In der Saison 2020/21 tritt sie in der sechsthöchsten Liga (Régional 1) an.

## Eine Mannschaft der Pokalüberraschungen
Anders als im Meisterschaftsbetrieb hat die US Montagnarde im Pokalwettbewerb seit Jahrzehnten wiederholt für landesweites Aufsehen gesorgt. Im Pokal 2020/21 erreichte man zum zehnten Mal die Hauptrunde (Zweiunddreißigstelfinale). Zu Spielen gegen besonders attraktive Gegner wich die Mannschaft häufig in das Stade du Moustoir im nur 15 Kilometer entfernten Lorient aus. Aber auch aus Inzinzac-Lochrist wurden ihre Pokalspiele teilweise schon live übertragen, insbesondere auf TV Breizh.
Bisher ist die USM fünfmal (1986, 1991, 2000, 2011 und 2012) in der ersten Hauptrunde ausgeschieden. Bei fünf Teilnahmen gelang es ihr allerdings, länger im Wettbewerb zu verbleiben: 1979/80 besiegte sie zunächst den Erstdivisionär SCO Angers, scheiterte in der Runde der letzten 32 Mannschaften dann aber am späteren Überraschungsfinalisten US Orléans. Auch 2004/05 beendete mit CS Sedan ein Zweitligist, der gleichfalls bis ins Endspiel vorstieß, im Sechzehntelfinale weiterreichende Hoffnungen der USM. 2020/21 unterlagen die in dieser Saison wieder sechstklassigen Bretonen nach Elfmeterschießen bei dem eine Liga höher antretenden Olympique Saumur.
1998/99 und 2001/02 hingegen stand sie sogar jeweils unter den 16 besten Pokalmannschaften des Landes. 1999 hatte der damalige Fünftligist eine Runde zuvor den zwei Klassen höher antretenden Paris FC gleich mit 4:0 bezwungen, ehe sich im Achtelfinale Olympique Grand Rouen durch einen 2:0-Sieg nach Verlängerung im Stade Mané Braz durchsetzte. 2002 besiegten die Forgerons zunächst Zweitligist SM Caen (2:1) und anschließend Drittligist ESOF La Roche (4:2); dann allerdings unterlagen sie dem Ligue-1-Team der AS Monaco mit 0:1. Die Fußballer aus Inzinzac-Lochrist spielten zu dieser Zeit sogar nur noch in der sechstklassigen Division d’honneur und waren die erste Mannschaft dieses Niveaus, die es in der langen Geschichte des Wettbewerbs geschafft hatte, so weit vorzudringen.